# Paus Clemens V

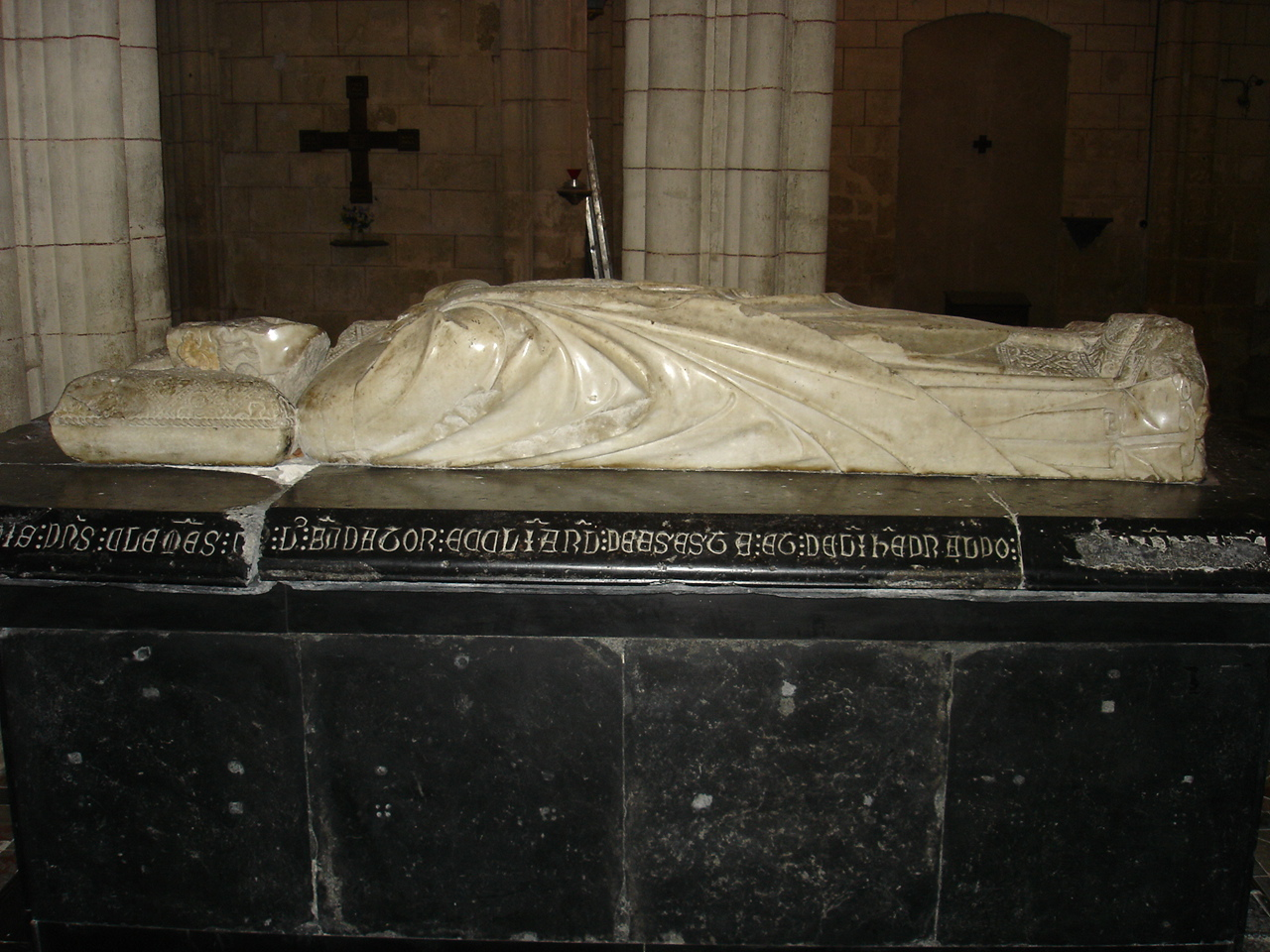
Graf van Clemens V in de Notre-Dame van Uzeste

Paus Clemens V, geboren als Bertrand de Goth (Villandraut, ca. 1264 - Roquemaure, 20 april 1314) werd in het Franse departement Gironde geboren. Hij trok met zijn gevolg in 1309 naar Avignon en luidde de zogenaamde Babylonische ballingschap der pausen in.

## Voorgeschiedenis
Bertrand de Goth studeerde rechten in Orléans en Bologna. Voor hij in 1305 tot paus werd gekozen was hij aartsbisschop van Bordeaux geweest; op deze zetel had paus Bonifatius VIII hem in 1299 benoemd. Bertrand de Goth werd tot paus verkozen op het Conclaaf van 1304-1305.

## Orde van de tempeliers
De Franse koning Filips de Schone was vastbesloten om de Orde van de Tempeliers op te doeken. Hij beschuldigde ze van ketterij, maar enkel de Katholieke Kerk kon een dergelijk vonnis vellen. Filips had gedacht dat het proces na de bekentenissen snel afgehandeld zou worden, maar paus Clemens zorgde ervoor dat het nog jaren aansleepte. Op 22 november 1307 droeg Clemens alle christelijke vorsten op de tempeliers te arresteren en hun bezittingen beschikbaar te stellen aan de kerk in afwachting van het proces. In februari 1308 schortte hij de activiteiten van de Franse inquisiteurs op. Op 12 augustus 1308 verscheen de pauselijke aanklacht tegen de tempelorde. Een commissie moest de aanklacht onderzoeken.
Het Concilie van Vienne was bepalend voor het lot van de tempeliers. Op 3 april 1312 deelde de paus mee dat hij besloten had om de tempelorde op te heffen, echter zonder haar te veroordelen voor ketterij. Met de bul Vox in Excelso schafte hij de tempelorde af, en met de bul Ad Providam droeg hij hun bezittingen over aan de hospitaalridders. Clemens was niet bij machte geweest om weerstand te bieden aan de druk van de Franse koning.
In 2001 werd het perkament van Chinon gevonden in het Archivio Segreto Vaticano. Naast de verhoren van een aantal tempeliers bevat het ook aantekeningen van paus Clemens. Daaruit zou blijken dat hij de tempeliers in 1314 vrijgesproken heeft van ketterij, hun de pauselijke absolutie geschonken heeft en zelfs vergiffenis gevraagd heeft.

## Clemens V als jurist

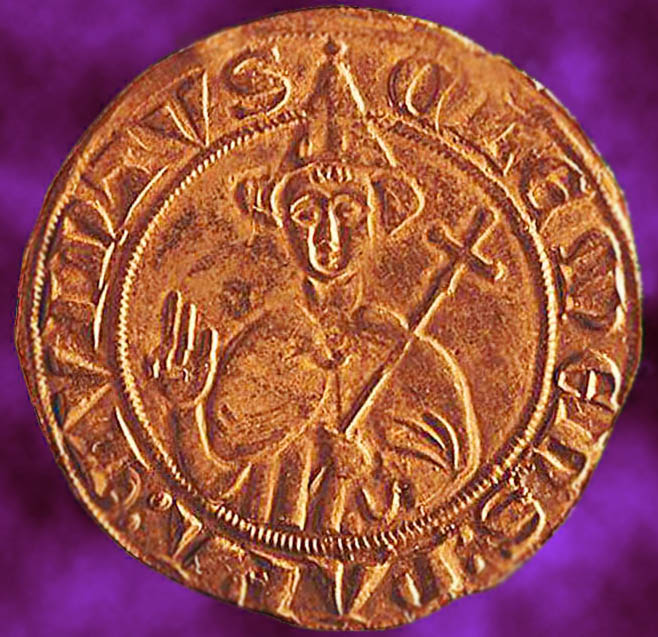
Gouden munt van Clemens V, geslagen in Sorgues

Clemens V bundelde zijn eigen decretalen samen met de constituties van het concilie van Vienne tot een eigen verzameling, de Clementinae Constitutiones. Door zijn plotselinge dood ging de officiële toezending aan de universiteiten van deze verzameling niet door. Zijn opvolger, paus Johannes XXII, zorgde ervoor dat dit in 1317 alsnog gebeurde. Vooral de decretaal "Saepe contingit" (Clem. 5.11.2) is van belang, omdat hierin minimumvereisten voor een naar canoniek recht correct proces werden vastgelegd.

## Wereldlijke politiek
Na de moord op Albrecht I van 1 mei 1308 stelde de broer van Filips IV, Karel van Valois, zich kandidaat voor de Duitse koningskroon, wat Clemens slechts schijnbaar ondersteunde. Valois' kandidatuur zou echter op niets uitlopen en in plaats van hijzelf werd Hendrik van Luxemburg tot Rooms-Duits koning verkozen. De paus ondersteunde vervolgens Hendrik en liet hem door een vertegenwoordiger op 29 juni 1312 in Rome tot keizer kronen. Wanneer Hendrik echter steeds ambitieuzer werd om de rijksrechten af te dwingen en ook tegen bondgenoten van de paus optrok, in het bijzonder tegen Robert van Napels, kwam het tot een conflict met Clemens, die ook door Filips IV onder druk werd gezet. De dominicaan en bisschop Nikolaas van Butrinto schreef een verslag over de Italiëtocht van Hendrik VII voor paus Clemens V. Aan de droom van een herstel van het oude keizerrijk kwam een einde toen keizer Hendrik op 24 augustus 1313 stierf; de paus liet na de dood van de keizer bekendmaken, dat diens veroordeling van Robert ongeldig was.

## Overlijden
In 1314 vertrok Clemens V vanuit de Comtat Venaissin naar zijn geboortestreek Guyenne. Hij kwam op 9 april zwaar ziek aan in Roquemaure op de rechteroever van de Rhône. Hij overleed daar op 20 april. Na zijn dood werd zijn lichaam naar Carpentras gebracht waar het conclaaf voor de verkiezing van een nieuwe paus moest doorgaan. In 1316 werd zijn lichaam naar Uzeste gebracht waar Clemens V werd begraven.

## Trivia
- Clemens is de paus die als eerste de tiara, de pauselijke drievoudige kroon droeg.
- Dante Alighieri plaatst al zijn politieke tegenstanders en Clemens V in de hel in het eerste deel van De goddelijke komedie.